# Szwajcaria na Zimowych Igrzyskach Olimpijskich 1992
Reprezentacja Szwajcarii na Zimowych Igrzyskach Olimpijskich 1992 liczyła 74 zawodników - 57 mężczyzn i 17 kobiet, którzy wystąpili w ośmiu dyscyplinach sportowych. Reprezentanci tego kraju zdobyli łącznie trzy medale - jeden złoty i dwa brązowe.
Najmłodszym szwajcarskim zawodnikiem podczas ZIO 1992 był Sylvain Freiholz (17 lat i 78 dni), a najstarszym - Petsch Moser (32 lat i 18 dni).

## Medaliści
| Medal | Zawodnicy                                                   | Dyscyplina            | Konkurencja         |
| ----- | ----------------------------------------------------------- | --------------------- | ------------------- |
| Złoto | Gustav Weder Donat Acklin                                   | Bobsleje              | Dwójki mężczyzn     |
| Brąz  | Steve Locher                                                | Narciarstwo alpejskie | Kombinacja mężczyzn |
| Brąz  | Gustav Weder Donat Acklin Lorenz Schindelholz Curdin Morell | Bobsleje              | Czwórki mężczyzn    |

## Wyniki reprezentantów Szwajcarii

### Biathlon
Mężczyźni
- Jean-Marc Chabloz

sprint - 77. miejsce
bieg indywidualny - 54. miejsce

### Bobsleje
Mężczyźni
- Gustav Weder, Donat Acklin

Dwójki - 
- Christian Meili, Christian Reich

Dwójki - 10. miejsce
- Gustav Weder, Donat Acklin, Lorenz Schindelholz, Curdin Morell

Czwórki - 
- Christian Meili, Bruno Gerber, Christian Reich, Gerold Löffler

Czwórki - 5. miejsce

### Biegi narciarskie
Mężczyźni
- Hans Diethelm

10 km stylem klasycznym - 50. miejsce
Bieg łączony - 44. miejsce
30 km stylem klasycznym - 36. miejsce
50 km stylem dowolnym - 30. miejsce
- Giachem Guidon

10 km stylem klasycznym - 44. miejsce
Bieg łączony - 34. miejsce
30 km stylem klasycznym - 25. miejsce
50 km stylem dowolnym - 15. miejsce
- André Jungen

10 km stylem klasycznym - 49. miejsce
Bieg łączony - 31. miejsce
50 km stylem dowolnym - 47. miejsce
Kobiety
- Brigitte Albrecht-Loretan

5 km stylem klasycznym - 20. miejsce
Bieg łączony - 37. miejsce
30 km stylem dowolnym - 17. miejsce
- Silke Braun-Schwager

15 km stylem klasycznym - DNF
- Sylvia Honegger

5 km stylem klasycznym - 15. miejsce
Bieg łączony - 13. miejsce
15 km stylem klasycznym - 16. miejsce
30 km stylem dowolnym - 19. miejsce
- Elvira Knecht

5 km stylem klasycznym - 44. miejsce
Bieg łączony - 36. miejsce
30 km stylem dowolnym - 26. miejsce
- Natascia Leonardi Cortesi

15 km stylem klasycznym - 25. miejsce
30 km stylem dowolnym - 31. miejsce
- Barbara Mettler

5 km stylem klasycznym - 32. miejsce
Bieg łączony - 42. miejsce
- Sylvia Honegger
Brigitte Albrecht-Loretan
Natascia Leonardi Cortesi
Elvira Knecht

sztafeta - 9. miejsce

### Hokej na lodzie
Mężczyźni
- Samuel Balmer, Sandro Bertaggia, Andreas Beutler, Patrice Brasey, Mario Brodmann, Manuele Celio, Jörg Eberle, Keith Fair, Doug Honegger, Patrick Howald, Peter Jaks, Dino Kessler, André Künzi, Sven Leuenberger, Fredy Lüthi, Gil Montandon, Reto Pavoni, Mario Rottaris, André Rötheli, Andy Ton, Renato Tosio, Thomas Vrabec - 10. miejsce

### Kombinacja norweska
Mężczyźni
- Hippolyt Kempf

Gundersen - 26. miejsce
- Urs Niedhart

Gundersen - 38. miejsce
- Andreas Schaad

Gundersen - 14. miejsce
- Marco Zarucchi

Gundersen - 29. miejsce
- Hippolyt Kempf
Andreas Schaad
Marco Zarucchi

Drużynowo - 10. miejsce

### Narciarstwo alpejskie
Mężczyźni
- Paul Accola

zjazd - DNF
supergigant - 10. miejsce
gigant - 4. miejsce
slalom - 6. miejsce
kombinacja - 21. miejsce
- William Besse

kombinacja - DNF
- Xavier Gigandet

zjazd - 15. miejsce
kombinacja - 8. miejsce
- Michael von Grünigen

gigant - 13. miejsce
slalom - 7. miejsce
- Marco Hangl

supergigant - 6. miejsce
- Franz Heinzer

zjazd - 6. miejsce
supergigant - DNF
- Urs Kälin

supergigant - 14. miejsce
- Steve Locher

gigant - DNF
slalom - DNF
kombinacja - 
- Daniel Mahrer

zjazd - 13. miejsce
- Patrick Staub

slalom - 4. miejsce
- Hans Pieren

gigant - 11. miejsce
Kobiety
- Chantal Bournissen

zjazd - DNF
supergigant - DNF
kombinacja - 4. miejsce
- Annick Bonzon

slalom - DNF
- Christine von Grünigen

slalom - 13. miejsce
- Zoë Haas

gigant - 10. miejsce
slalom - 18. miejsce
- Katrin Neuenschwander

slalom - 9. miejsce
- Corinne Rey-Bellet

gigant - 17. miejsce
- Vreni Schneider

gigant - DNF
slalom - 7. miejsce
- Marlis Spescha

zjazd - 21. miejsce
- Heidi Zeller-Bähler

zjazd - 13. miejsce
supergigant - 11. miejsce
kombinacja - 14. miejsce
- Heidi Zurbriggen

zjazd - 10. miejsce
supergigant - DNF
gigant - DNF
kombinacja - DNF

### Narciarstwo dowolne
Mężczyźni
- Jürg Biner

jazda po muldach - 10. miejsce
- Bernard Brandt

jazda po muldach - 39. miejsce
- Thomas Lagler

jazda po muldach - 17. miejsce
- Petsch Moser

jazda po muldach - 29. miejsce
Kobiety
- Conny Kissling

jazda po muldach - 30. miejsce

### Skoki narciarskie
Mężczyźni
- Sylvain Freiholz

Skocznia normalna - 24. miejsce
Skocznia duża - 14. miejsce
- Markus Gähler

Skocznia normalna - 44. miejsce
Skocznia duża - 35. miejsce
- Martin Trunz

Skocznia normalna - 41. miejsce
Skocznia duża - 31. miejsce
- Stefan Zünd

Skocznia normalna - 20. miejsce
Skocznia duża - 22. miejsce
- Markus Gähler
Stefan Zünd
Sylvain Freiholz
Martin Trunz

Drużynowo - 4. miejsce